# یعقوب (امت اسلام)
در اعتقادات امت اسلام، یعقوب (یاکوب) دانشمند سیاه‌پوستی بود که ۶٬۶۰۰ سال پیش زندگی می‌کرد و خلق نژاد سفید/مردم سفیدپوست را آغاز کرد. گفته می‌شود که وی این کار را از طریق نوعی پرورش انتخابی که به آن «پیوند دادن» گفته می‌شود، هنگام زندگی در جزیره پاتموس انجام داده‌است. الهیات امت اسلام بیان می‌کند که یعقوب یعقوب کتاب مقدس است. این داستان در طول تاریخ خود باعث بروز اختلافاتی در امت اسلام شده‌است. امت اسلام تحت نظر رهبر فعلی خود لوئیس فاراخان، همچنان ادعا می‌کند که داستان یعقوب واقعیت دارد و ادعا می‌کند که علم مدرن با آن سازگار است.

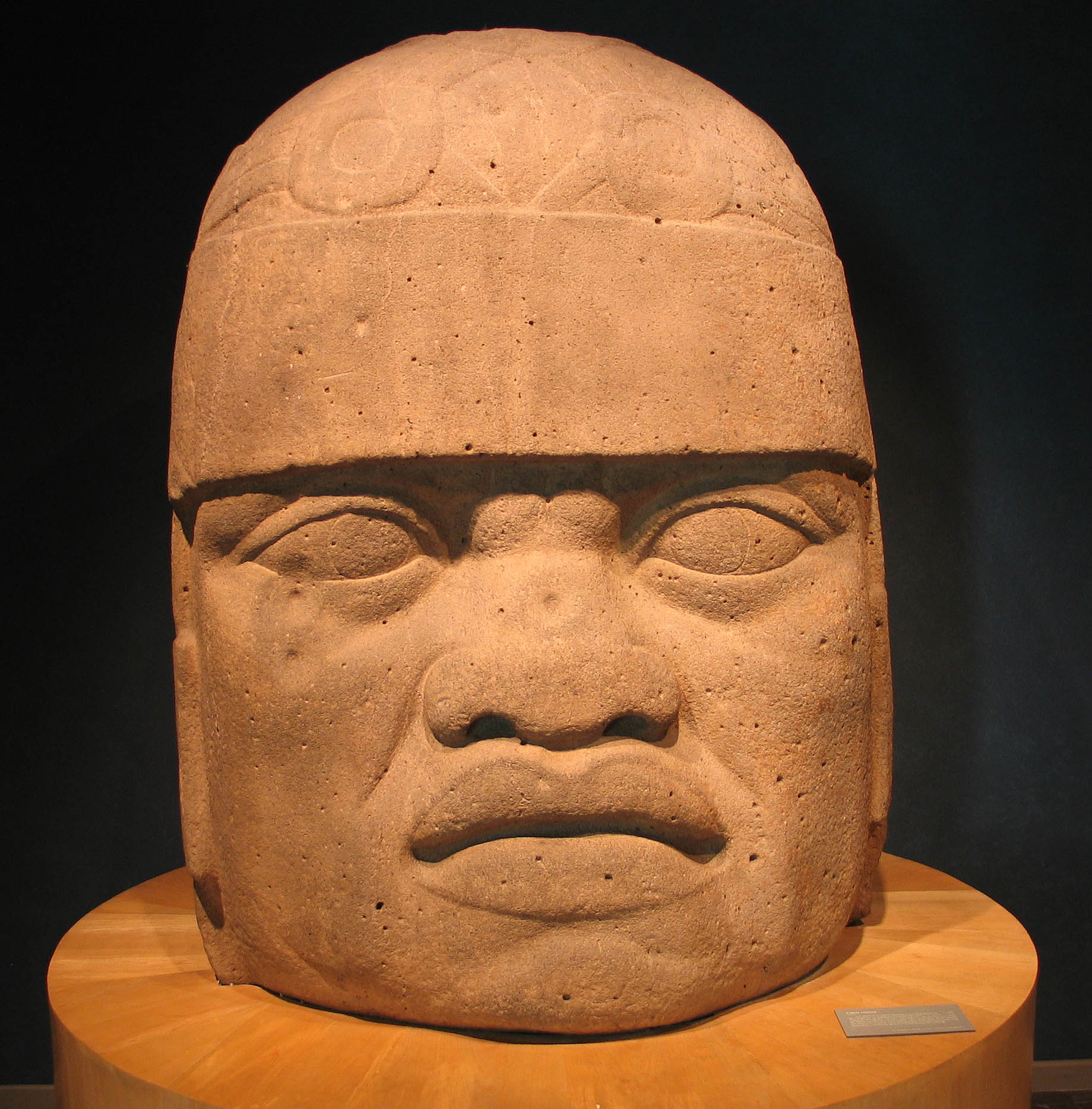
یکی از سرهای اولمک ادعا شده برای نشان دادن وجود یک «نژاد سیاه» با سر بزرگ در آمریکا